# Gangarides
Gangarides is een geslacht van vlinders van de familie tandvlinders (Notodontidae).

## Soorten
- G. dharma Moore, 1865
- G. flavescens Schintlmeister, 1997
- G. rosea Walker, 1865
- G. rufinus Schintlmeister, 1997
- G. vardena Swinhoe, 1892